# Nederlands staatsrecht
Het staatsrecht beschrijft de organisatie van de staat in al zijn geledingen.  Het omvat de regels die voorschrijven hoe de overheidsorganen samengesteld worden, op welke manier ze besluiten moeten nemen en tegenover wie ze verantwoording moeten afleggen.  
In Nederland wordt de staat onderverdeeld in de wetgevende, de uitvoerende en de rechterlijke macht.  
Voorbeelden van overheidsorganen zijn het parlement, de regering en de besturen van de gemeenten en de provincies.

## Geschiedenis

### De ontwikkeling van het staatsrecht in de Nederlanden
Het Nederlandse staatsrecht gaat in feite terug tot de Bourgondiërs, die hier de eerste aanzet geven tot centralisatie. Er ontstaan raadgevende organen zoals de Raad van State. Dit proces van centralisatie wordt overgenomen door Karel V en zijn zoon Filips II. Echter, vanaf 1555 breekt in de Nederlanden de Opstand uit, en als uitvloeisel hiervan tekent een groot deel van de gewesten en steden in 1579 de Unie van Utrecht. Dit is de oprichting van Nederland.
De eerste Grondwet komt in Nederland pas na de Franse Revolutie. In 1798 wordt in de toenmalige Bataafse Republiek de eerste Nederlandse Grondwet uitgevaardigd.

### Het huidige Nederlandse staatsrecht
De belangrijkste staatsrechtelijke wetgeving is in Nederland:
- Statuut voor het Koninkrijk der Nederlanden
- Grondwet
- Kieswet
- Provinciewet
- Gemeentewet
- Wet bescherming persoonsgegevens
- Vreemdelingenwet
- Onteigeningswet
- Wet op de rechterlijke organisatie